# Alaptus inciliatus
Alaptus inciliatus är en stekelart som beskrevs av Girault 1930. Alaptus inciliatus ingår i släktet Alaptus och familjen dvärgsteklar. Inga underarter finns listade i Catalogue of Life.